# Geschichte Nicaraguas

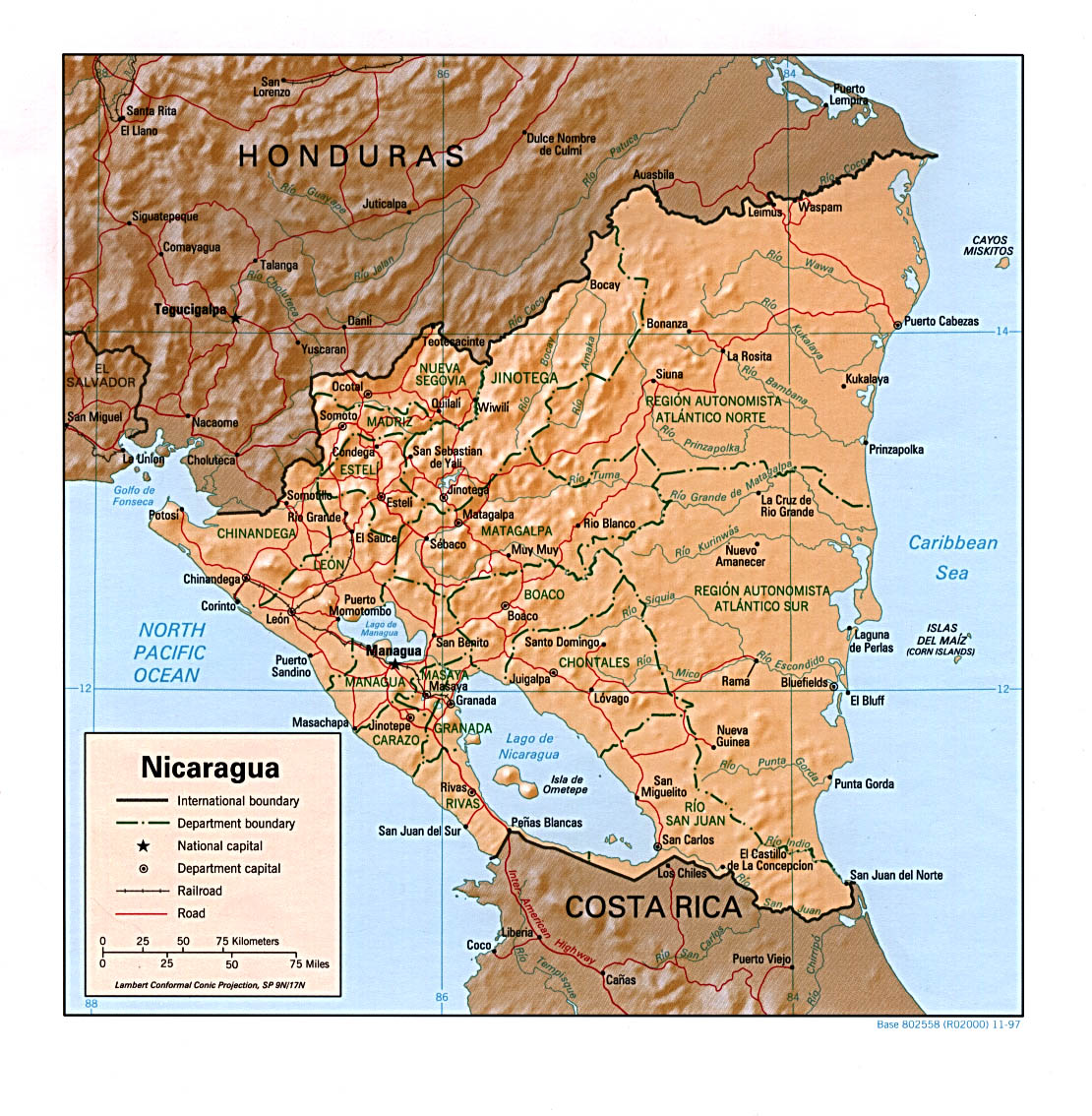
Reliefkarte von Nicaragua

Die Geschichte Nicaraguas umfasst die Entwicklungen auf dem Gebiet der Republik Nicaragua von der Urgeschichte bis zur Gegenwart. Das zwischen Pazifik und Karibik gelegene Land wurde 1838 ein eigenständiger Staat. Die Unabhängigkeit von der spanischen Kolonialmacht hatte das spätere Nicaragua bereits 1821 erreicht, erst als Teil des Kaiserreichs Mexiko, ab 1823 als Teil der Zentralamerikanischen Konföderation. Die Unterwerfung unter die spanische Kolonialmacht hatte für den größten Teil des Landes 300 Jahre gedauert und mit der weitgehenden Ausrottung der damaligen indigenen Bevölkerung begonnen. Dagegen hatte die nicaraguanische Karibikküste 200 Jahre lang unter britischem Einfluss gestanden (Miskitoküste). In den auf die Unabhängigkeit folgenden gut 170 Jahren war das Land mehrfach Spielball ausländischer Mächte. Es überstand zwei Militärinterventionen der USA 1909–1925 sowie 1926–1933, zeitweise vollständige Abhängigkeit von US-Unternehmen, eine erfolgreiche Revolution in den 1970er Jahren und einen von außen geförderten Bürgerkrieg in den 1980er Jahren. Seit den 1990er Jahren fanden mehrere friedliche Machtwechsel unter demokratischen Bedingungen statt. 
Vor Scheinwahlen am 7. November 2021 (Präsidentschaftswahl, Parlamentswahl) ließ Präsident Daniel Ortega sieben mögliche Präsidentschaftskandidaten, mehr als dreißig Aktivisten, Geschäftsleute, Journalisten und politische Analysten festnehmen und das wichtigste Oppositionsbündnis verbieten. Ortega hat eine Familiendynastie geschaffen. Eine der Grundlagen der Macht – und des Reichtums – ist ein staatliches Unternehmen namens Albanisa. Es importiert und handelt unter anderem venezolanisches Erdöl. Ortega ernannte seine Ehefrau Rosario Murillo zur Vizepräsidentin.

## Indianische Kulturen vor Kolumbus

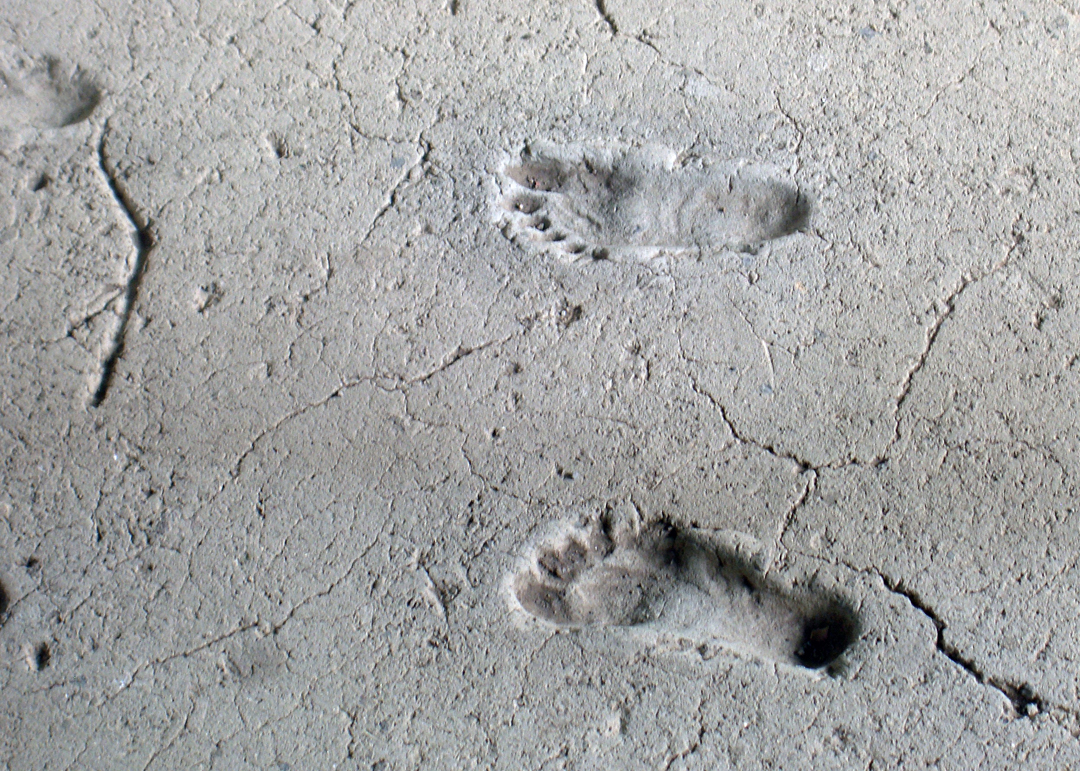
Fußabdrücke von Acahualinca
2000 Jahre alte Fußabdrücke in der Nähe des Managuasees

Das heutige Nicaragua war vermutlich bereits vor 6000 Jahren von Menschen besiedelt. Vor der Ankunft der Spanier im frühen 16. Jahrhundert lebten dort drei große Volksgruppen: die Niquirano, die Chorotega und die Chontal. Sie hatten kulturelle und sprachliche Verbindungen zu Völkern im heutigen Mexiko. Das östliche Nicaragua, also die Karibikküste, war dünn besiedelt von Menschen, die aus Kolumbien und Panama eingewandert waren.
Das Gebiet zwischen Nicaraguasee und Pazifik wurde von den Niquirano bewohnt, die zur Zeit der spanischen Eroberung von einem König Nicarao regiert wurden. Vielleicht wurde Nicaragua nach ihm benannt; eine andere Hypothese leitet ihn vom Wort Nahuatl (nican = „hier“, aráhuac = „Menschen“) ab.

## Kolonialzeit

### „Entdeckung“ und Eroberung durch die Spanier
Kolumbus erreichte 1502 bei seiner vierten Reise die Küste Nicaraguas und folgte ihr ab der Mündung des Río Coco. Er ankerte an der Mündung des Río San Juan, um schwere Stürme zu überstehen.
1519 unternahm der Konquistador Pedrarias Dávila von Panama aus Raubzüge nach Costa Rica und Nicaragua. Mit Granada 1523, León 1524 und Bruselas – letzteres verödete nach wenigen Jahren wieder – wurden die ersten spanischen Kolonialstädte in Nicaragua nahe der Pazifikküste gegründet, in den 1520er Jahren von Spanien als Kolonie besiedelt, um die encomienda, die Verteilung großer Landgüter an die Konquistadoren, in Gang zu setzen. Denn obwohl die unmittelbare Beute des Eroberungszuges nach Nicaragua relativ hoch war, wurde in ihrem Verlauf klar, dass der Reichtum in der Arbeitskraft der Menschen bestand. Der Kazike Nicarao ließ sein Land für den kastilischen König requirieren, sich zum Christentum bekehren und wertvolle Geschenke machen; der Kazike Diriangén dagegen wiegte die Spanier durch seine Taufe in Sicherheit und griff sie später mit einigen Tausend Indígenas auf dem Schlachtfeld an.
Jeglicher Widerstand gegen die Unterwerfung galt den Konquistadoren als Rebellion, die prinzipiell mit Krieg und Versklavung beantwortet wurde. Die wirtschaftlich und kulturell sehr hoch entwickelten Völker der Mangues, Pipil, Nicarao und Choroteguas wurden verschleppt und versklavt; Nicaragua wurde entvölkert. Der Mönch Bartolomé de Las Casas schrieb 1552: „Im gesamten Nicaragua dürften heute 4.000 bis 5.000 Einwohner leben, früher war es eine der am dichtesten bevölkerten Provinzen der Welt“.
Cortés’ Hauptmann Pedro de Alvarado eroberte 1523 bis 1535 Guatemala und El Salvador. 1524 erreichten sie San Salvador. Das Herrschaftsgebiete von Cortés und das Herrschaftsgebiet von Pedrarías grenzten in der Region Nicaragua/Honduras aneinander. Gil González Dávila und Andrés Niño eroberten 1524 Honduras. Als der von Pedrarías entsandte Capitán Dávila mit einer in Spanien erworbenen eigenen Capitulación an der Karibikküste landete, wurde er von Cortés’ Leuten in Ketten nach Spanien zurückgeschickt. Da wegen des indigenen Widerstandes in Honduras und Panamá Gouverneure von der spanischen Krone direkt eingesetzt wurden, blieb Nicaragua Pedrarías überlassen. Ein bedeutender Teil der Bevölkerung des heutigen Nicaragua wurde 1538 versklavt und in die Silberminen Perús und Boliviens deportiert.
Bereits 1539 entdeckte Diego Machuca den Río San Juan als Wasserstraße zwischen der Karibik und dem Nicaragua-See. 1551 äußerte sich der spanische Chronist Francisco López de Gómara: „Man fasse nur den festen Entschluss, die Durchfahrt auszuführen, und sie kann ausgeführt werden. Sobald es am Willen nicht fehlt, wird es auch nicht an Mitteln fehlen“. Doch der spanische König Philipp II. sah in der Landbrücke zwischen den beiden Meeren Gottes Schöpfung, die zu verbessern dem Menschen nicht zustünde. Deshalb wurde der Plan eines interozeanischen Nicaragua-Kanals vorläufig nicht weiter verfolgt.

### Britische Herrschaft an der Miskitoküste

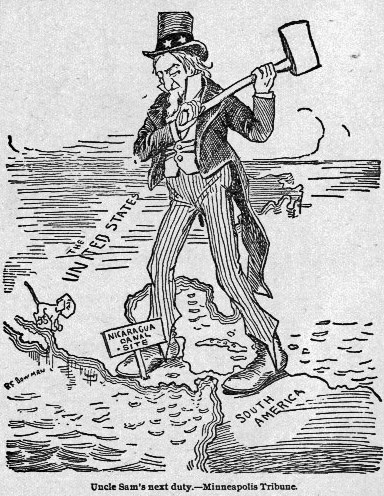
Cartoon von 1895, für einen „amerikanischen“ Nicaragua-Kanal werbend

Die spanische Kolonialherrschaft beschränkte sich lange Zeit auf die Pazifikküste und ihr Hinterland am Nicaragua-See und dem kleineren Managua-See. Die Karibikküste (Miskitoküste), die vom Rest des Landes durch gebirgige und unwegsame Regionen getrennt blieb und von den Miskito-Indígenas bewohnt wurde, geriet von Jamaika aus für lange Zeit mit dem Territorium des heutigen Belize unter den Einfluss des britischen Kolonialreichs. Im Clayton-Bulwer-Vertrag von 1850 verpflichteten sich das Vereinigte Königreich und die Vereinigten Staaten, keinen Teil Zentralamerikas zu kolonisieren oder zu besetzen und räumten sich gegenseitig das ausschließliche Recht zum Bau eines geplanten Nicaragua-Kanals ein. Als das Vereinigte Königreich 1859 sein Protektorat an Honduras abtrat, traf dies auf Widerstand der indigenen Bevölkerung. Am 28. Januar 1860 überließ das Vereinigte Königreich die Miskitoküste vom Cabo Gracias a Dios bis Greytown im Vertrag von Managua formell der Souveränität Nicaraguas. Darin wurde auch den Miskito innere Autonomie zugesichert. Das Oberhaupt der Miskito akzeptierte die Änderung der Verhältnisse, die seine Autorität auf örtliche Angelegenheiten beschränkte, gegen eine jährliche Apanage von 1000 Pfund bis 1870.

### Anti-Kolonialer Widerstand im 18. Jahrhundert
Im Jahre 1725 brach in León ein Aufstand der Indígenas gegen die Spanier aus. 1777 erhoben sich die Boaco-Indígenas unter Führung ihres Kaziken Yarince gegen die Spanier. Volkserhebungen infolge der französischen Revolution und Napoléons I. Besetzung Spaniens mündeten 1811/12 in der gesamten Pazifikregion Mittel- und Südamerikas in den Beginn des Unabhängigkeitskrieges, erste Forderungen nach Amtsenthebung des spanischen Statthalters wurden erhoben.

## Von der Unabhängigkeit von Spanien bis zur Machtübernahme der Sandinisten

### Unabhängigkeit von Spanien und Gründung der selbständigen Republik

Karte des Mexikanischen Kaiserreichs

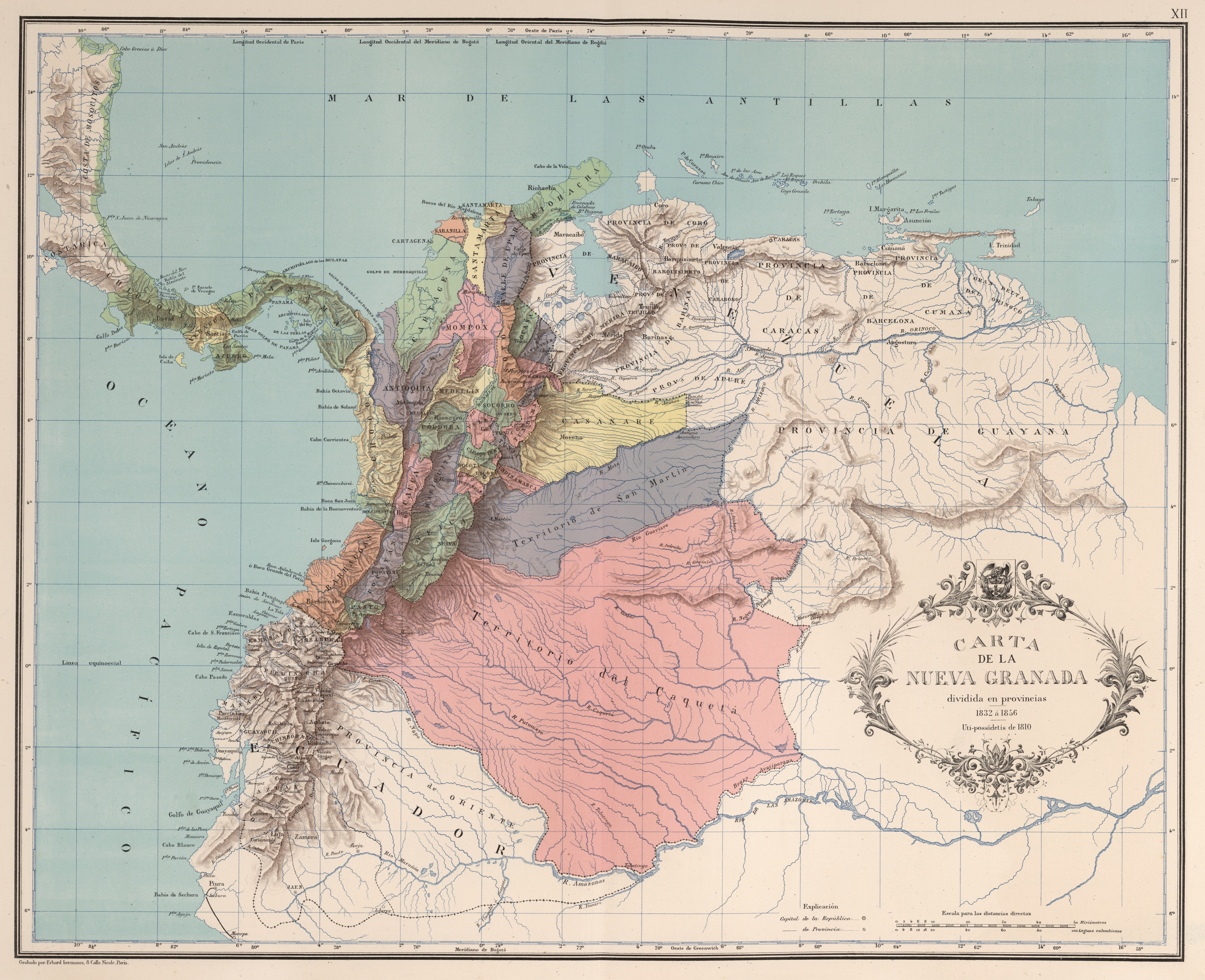
Die Miskitoküste als Teil von Neugranada

Am 15. September 1821 rief das Vizekönigreich Guatemala, zu dem Nicaragua gehörte, seine Unabhängigkeit von der spanischen Krone aus. Noch heute ziert die Jakobinermütze der französischen Revolution über den fünf Vulkanen des Landes seine Flagge. Erst Teil des Mexikanischen Kaiserreichs, wurden zwei Jahre später daraus die Vereinigten Provinzen Mittelamerikas, aus der die zentralamerikanische Föderation hervorging, der neben Nicaragua, Honduras, Guatemala, Costa Rica und El Salvador angehörten. Der östliche Teil des späteren Nicaragua, die britische Miskitoküste, wurde dagegen von der kurzlebigen Republik Neugranada beansprucht.
Im Jahre 1838 erklärte der Staat Nicaragua seine Unabhängigkeit und leitete damit die Auflösung der Zentralamerikanischen Konföderation ein.

### Innere Konflikte und Herrschaft Walkers
Die Gegensätze zwischen der liberalen Elite aus León und der konservativen Elite aus Granada prägten die Politik des jungen Landes. Als die Gegensätze innerhalb der nicaraguanischen Oligarchie 1856 in einen Bürgerkrieg umschlugen, riefen die „Liberalen“ den nordamerikanischen Abenteurer William Walker mit einer kleinen Privatarmee gegen ihre konservativen Kontrahenten zur Hilfe. Walker strebte jedoch die Unterwerfung ganz Zentralamerikas an, rief sich selbst zum Präsidenten Nicaraguas aus und ließ die 1824 abgeschaffte Sklaverei wiedereinführen. Erst 1857 wurde er von der vereinigten Armee zentralamerikanischer Staaten geschlagen und floh.

### Missachtung der staatlichen Souveränität und Aufstand der Indigenen
Mehrfach zeigten die Vereinigten Staaten und europäischen Mächte im 19. Jahrhundert, wie wenig ihnen die Souveränität des Staates galt; die Herrschaft Walkers, offenkundig das Ergebnis der widerrechtlichen Machtübernahme einer fremden Söldnertruppe, erkannten die USA direkt an. 1854 war die Verhaftung eines ihrer Bürger Anlass für die USA, die nicaraguanische Kleinstadt Greytown zu bombardieren. Trotz internationaler Proteste verteidigte der US-Präsident Franklin Pierce die Bombardierung mit dem Hinweis, die Stadt sei ein „Piratennest“.

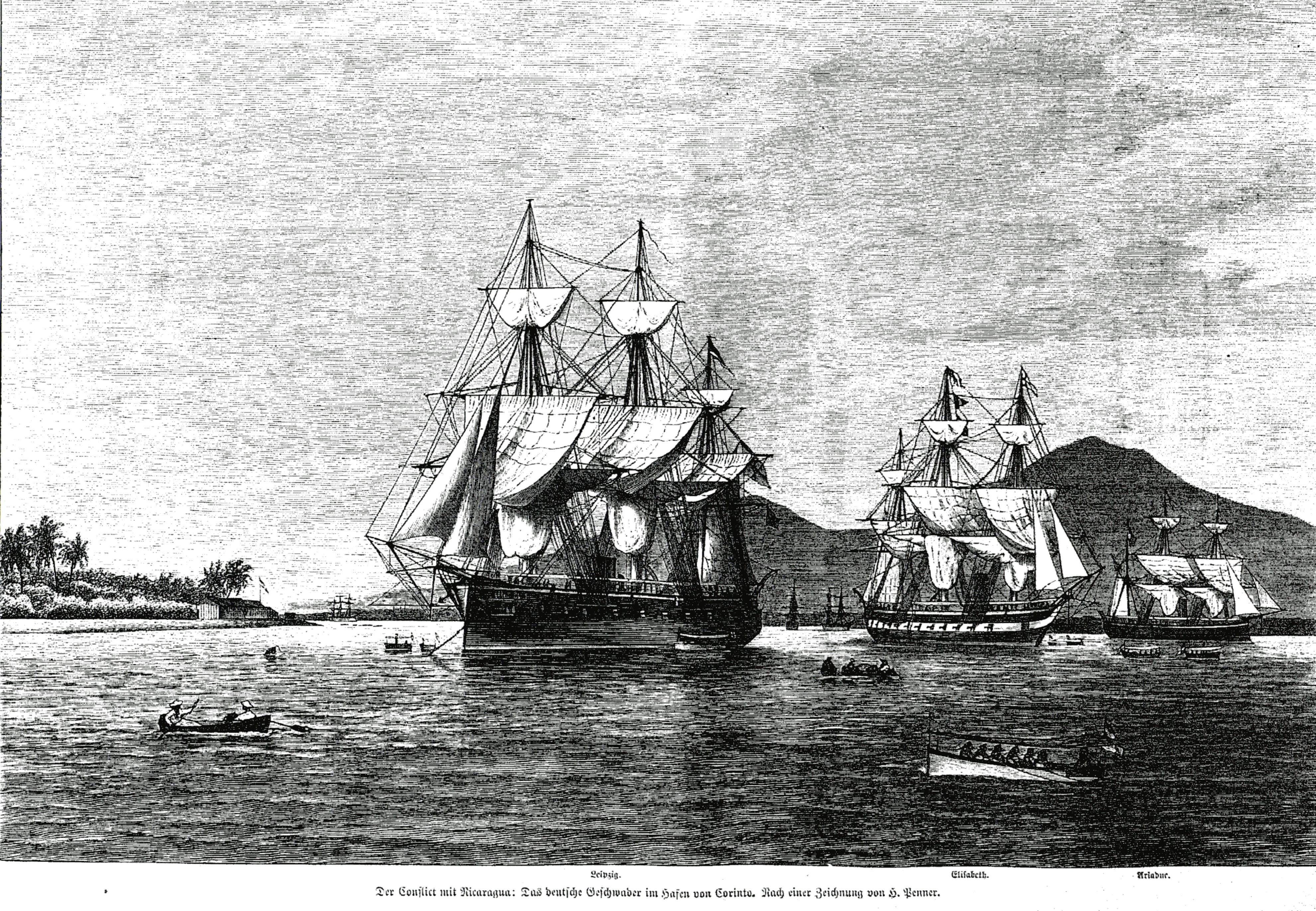
Das Zentralamerikanische Geschwader vor Corinto März 1878, von links SMS Leipzig Elisabeth Ariadnev Zeichnung von H. Penner, Illustrierte Zeitung 13. Juli 1878

Im Jahre 1878 intervenierte das Deutsche Kaiserreich nach einem Übergriff auf den Konsul in León, die sogenannte Eisenstuck-Affäre, erfolgreich militärisch in Nicaragua. Ende April 1895 besetzten 400 britische Soldaten das Zollhaus des Hafens von Corinto, um Forderungen der britischen Regierung bezüglich einiger von Nicaragua ausgewiesener britischer Staatsbürger durchzusetzen.
Beginnend in der Stadt Matagalpa kam es 1881 zu einem Aufstand der indigenen Bevölkerung in der Pazifikregion. Auslöser war die Privatisierung des bis dahin in Gemeinbesitz befindlichen Landes, in deren Folge sie in Lohn- oder Zwangsarbeit gedrängt wurden, meist auf den expandierenden Kaffeeplantagen.

### Herrschaft der „Liberalen“ und Eingliederung der Miskitoküste

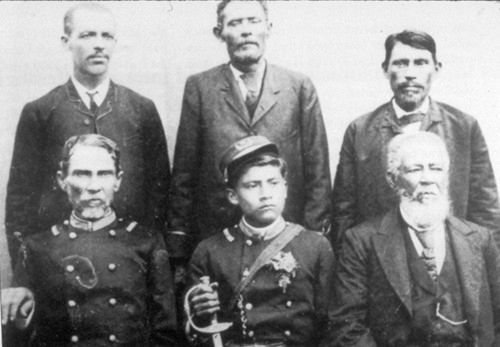
William Henry Clarence, König der Miskitos um 1870

Mit dem Regime des Generals José Santos Zelaya kam 1893 die ökonomisch bedeutend gewordene Kaffeeoligarchie der „Liberalen“ an die Macht. Zelaya setzte die Trennung von Staat und Kirche und die zentralisierte Kontrolle des ganzen Landes durch, förderte den Kaffeeanbau und ließ die Verkehrswege ausbauen. Mit dem Dekret der Wiedereingliederung der Miskitoküste ließ 1894 seine Regierung die Miskitoküste nach 14 Jahren vollständiger Autonomie durch den General Cabezas militärisch besetzen, obwohl die Selbstbestimmung der Miskito innerhalb der nicaraguanischen Republik 1881 in einem Schiedsspruch durch den König Franz Joseph I. erneut bekräftigt worden war, nachdem sich bereits 1864 der König der Miskitos geweigert hatte, die Beschränkung seiner Autorität durch Nicaragua anzuerkennen. Den Miskitos wurde nach der Besetzung die Aufrechterhaltung einer Reihe von Steuerprivilegien zugesagt, außerdem sollten Handel und Ausbeutung der Bodenschätze der Miskitoregierung unterstehen. Aus der Miskitoküste wurde das nicaraguanische Departamento Zelaya. Nordamerikanische Firmen begannen 1882, an der Miskitoküste ausgedehnte Bananenplantagen anzulegen. Bis zur Jahrhundertwende gelang es ihnen, die Kontrolle über beinahe den gesamten Handel des Gebiets zu erlangen. Eine Militärrebellion an der Karibikküste und der Druck der USA zwangen General Zelaya 1909 zum Rücktritt.

### Militärische Besetzung Nicaraguas durch die USA 1912–1933
Im Jahre 1909 unterstützten die USA einen Aufstand von General Juan José Estrada, Gouverneur an der Miskitoküste, gegen Präsident Zelaya. Die USA entsandten Kriegsschiffe an die Küste und US-Söldner unterstützten Estrada, der kurz darauf Präsident wurde. 1911 trat Estrada zugunsten von Adolfo Díaz zurück. Der neue konservative Präsident Díaz, bis zu seiner Wahl Buchhalter eines nordamerikanischen Bergbauunternehmens in Nicaragua, nahm 1911 bei US-Banken Millionenkredite auf und überließ als Sicherheit der US-Regierung die direkte Kontrolle der nicaraguanischen Zolleinnahmen. Ein Jahr später musste die Regierung Díaz gegen ein aufständisches Heer des bisherigen Kriegsministers Luís Mena durch US-Marines gerettet werden, die am 14. August 1912 in Nicaragua landeten und die Städte Managua, Granada und León besetzten. Im Vorfeld hatten die Amerikaner Díaz aufgefordert, die Sicherheit amerikanischer Staatsbürger und ihres Eigentums in Nicaragua während des Aufstands zu garantieren. Díaz erwiderte, dass er sich dazu nicht im Stande sähe; „als Konsequenz hieraus wünscht meine Regierung, dass die Regierung der Vereinigten Staaten mit ihren Sicherheitskräften die Sicherheit des Eigentums amerikanischer Bürger garantiere und dass sie ihren Schutz auf alle Einwohner der Republik ausdehnen möge.“ US-Marines besetzten daraufhin Nicaragua von 1912 bis 1933, mit Ausnahme einer Periode von neun Monaten, die 1925 begann. Die Marines unterstützten in dieser Zeit meist die konservative Regierung gegen liberale Rebellen, so etwa auch in der Guerra Constitucionalista, dem Krieg zweiter politischer Lager um die Präsidentschaft.

### Aufstieg der Somozas

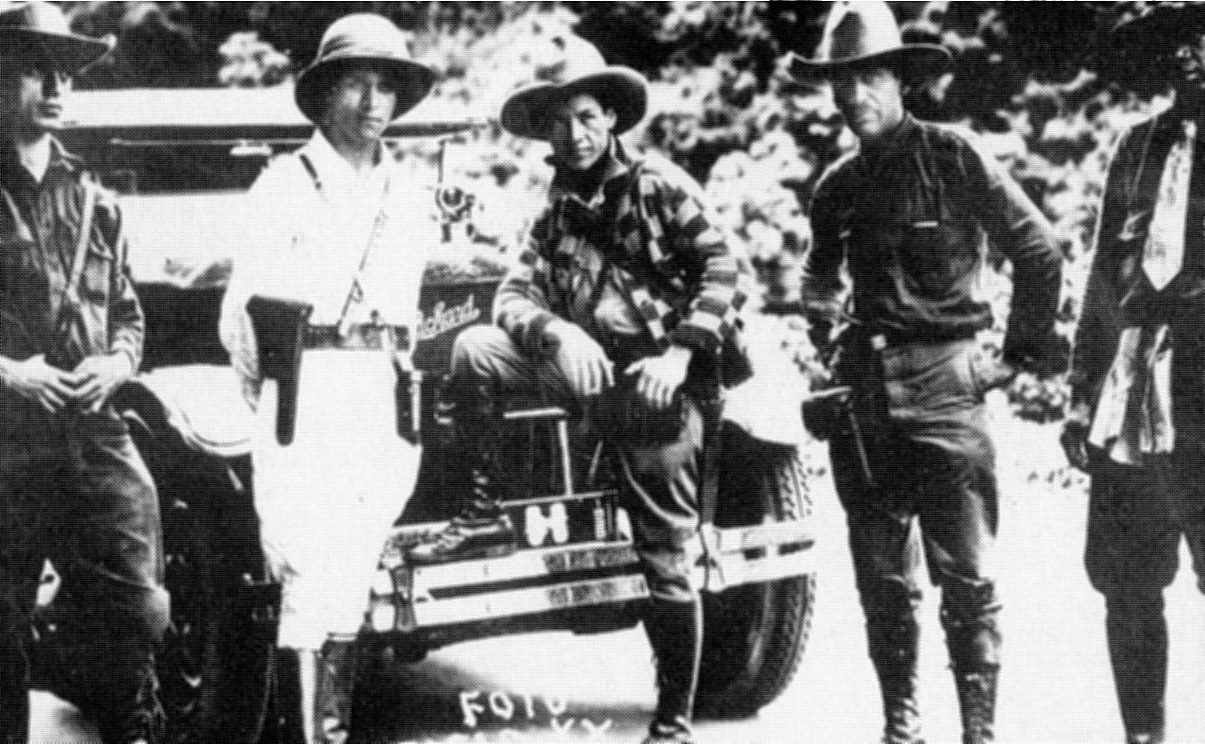
Augusto Sandino (Mitte)

1927 entflammte der Bürgerkrieg erneut zwischen der konservativen Regierung und den Liberalen, zu deren Generälen auch Augusto César Sandino zählte. Nachdem der persönliche Abgesandte des US-Präsidenten Calvin Coolidge dem Anführer der Liberalen, General José María Moncada die Präsidentschaft versprochen hatte, erzwang er den Pakt von Espino Negro, der die Entwaffnung der Liberalen festschrieb und die Guerra Constitucionalista damit faktisch beendete. Lediglich Sandino und 30 seiner Soldaten ließen sich nicht entwaffnen, sondern zogen sich in die Berge im Norden des Landes zurück. Dort stellte Sandino von neuem eine kleine Truppe auf, das Ejército Defensor de la Soberanía Nacional, kämpfte gegen die Regierung und brachte den seit 1927 im Lande stationierten US-Rangers im Laufe von sechs Jahren eine Reihe empfindlicher Niederlagen bei.

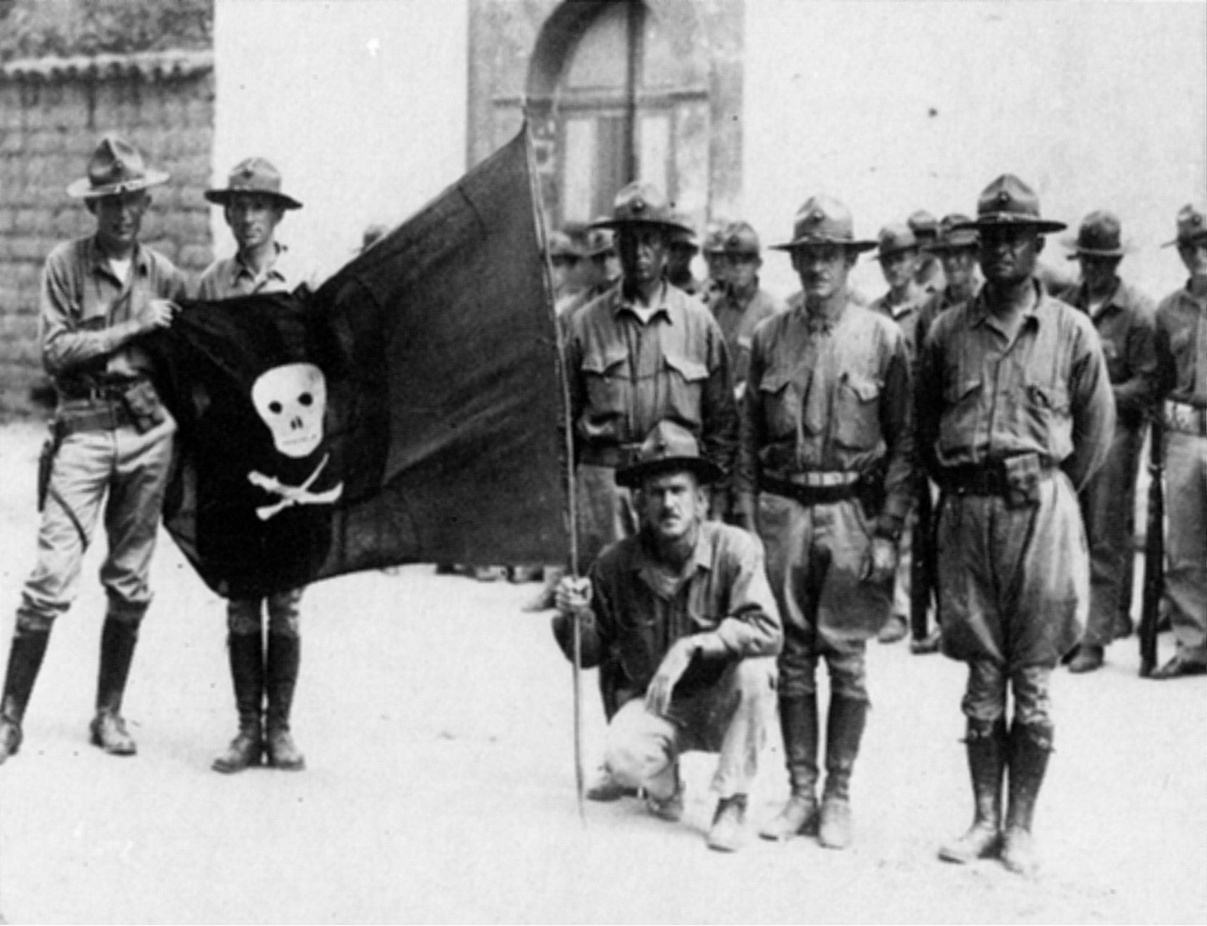
Eine Flagge von Truppen des Generals Sandino, 1932 von US-Soldaten erbeutet

In den Jahren 1932 und 1933 zogen die USA ihre Truppen ab, nachdem sie seit 1927 eine nicaraguanische „Nationalgarde“ (Guardia Nacional de Nicaragua) aufgestellt und ausgebildet hatten, deren Oberbefehl sie ihrem Vertrauten, Anastasio Somoza García, zusprachen. Diese Nationalgarde, für die formal eine (tatsächlich inaktive) Wehrpflicht existierte, übte gleichzeitig die Armee- und die Polizeifunktion aus. Zum Präsidenten wurde in einer von den USA durchgeführten Wahl der Schwiegeronkel Somozas, der Liberale Juan Bautista Sacasa, gewählt. Er wurde am 1. Januar 1933 in sein Amt eingeführt. Einen Tag später verließen die letzten Einheiten der US-Marines das Land. Nach dem Abzug der USA legten Sandino und seine Truppe die Waffen nieder und gingen mit Sacasa am 2. Februar 1933 ein Friedensabkommen ein. Somozas Guardia Nacional, über die der Präsident keine ausreichende Kontrolle hatte, hielt die Friedensbestimmungen nicht ein und bekämpfte Sandinos Truppen weiterhin. Ein Jahr nach dem Friedensabkommen lud Somoza Sandino und seine engsten Offiziere zu einem Bankett, bei dem sie auf seine Veranlassung am 21. Februar 1934 ermordet wurden. Sandino selbst wurde durch einen Schuss in den Rücken ermordet.

### Präsidentschaft Somozas
Drei Jahre später putschte Anastasio Somoza García gegen Sacasa und ließ sich zum Präsidenten wählen. Bis 1979 gab die Familie Somoza den Oberbefehl über die Nationalgarde nicht mehr aus der Hand und errichtete eines der größten Wirtschaftsimperien Lateinamerikas. Sie weitete ihren Einfluss in der sich modernisierenden Wirtschaft ständig aus, unterdrückte innere Unruhen und leitete den Wiederaufbau des durch ein Erdbeben 1931 zerstörten Landes so ein, dass sie bei dieser Gelegenheit auch ihren Grundbesitz beträchtlich mehren konnte. Auch ein Großbrand, der 1936 die Hauptstadt Managua zerstörte, bot dazu Anlass.
Trotz seiner bisherigen Sympathien für deutsche und italienische Faschisten stellte sich Anastasio Somoza García im Zweiten Weltkrieg sofort auf die Seite der USA und erklärte am 9. Dezember Japan sowie am 11. Dezember 1941 Deutschland und Italien den Krieg. In der Folge nutzte er die Gelegenheit, alle Deutschen in Nicaragua zu enteignen und das Gros ihres Vermögens und ihrer Kaffeeplantagen an sich zu bringen.
Präsident Somoza ernannte seinen jüngeren Sohn Anastasio Somoza Debayle 1946 zum Befehlshaber der ganz auf die Interessen der Familie eingeschworenen Nationalgarde. Grenzkonflikte mit Costa Rica 1948/49 sowie 1955 und mit Honduras 1957 wurden mit Rückendeckung der USA überwunden. Von Februar bis Juni 1954 wurden die von der CIA im Rahmen der Operation PBSUCCESS gegen Guatemala benötigten Söldner in Nicaragua ausgebildet, darunter auf einem Privatbesitz Somozas, El Tamarindo. Der Dichter Rigoberto López Pérez ermordete den Präsidenten Somoza 1956 bei einem Bankett, woraufhin er selbst von Somozas Leibwächtern erschossen wurde. Somozas Sohn, Oberst Luis Somoza Debayle, wurde Präsident und hatte das Amt bis 1963 inne.
Die Verfassungen von 1939, 1948 und 1950 hatten die Einführung des Frauenwahlrechts an eine qualifizierte Mehrheit in der Legislative gebunden. Das aktive und passive Frauenwahlrecht wurde am 21. April 1955 eingeführt. Es durften bei den Wahlen von 1957 unter denselben Altersvoraussetzungen wie Männer erstmals Frauen wählen. Nach der Revolution von 1979 erhielten alle nicaraguanischen Staatsbürger über 16 Jahre das Wahlrecht.
Während der Baumwollanbau an der Pazifikküste zur wichtigsten Devisenquelle des Landes wurde, zogen sich die US-Firmen allmählich aus der Karibikregion zurück. Ihre Bananenplantagen, die ausgelaugten Gold- und Silberminen und der Raubbau an Edelhölzern hinterließen tiefe Spuren und ein riesiges, abgeholztes Urwaldgebiet im Nordosten als unfruchtbare Steppe. Einstmals 933 km Eisenbahnnetz (bei einem damaligen Straßennetz von 350 km) der Bananen- und Holzfirmen verfielen, nicht zuletzt weil Somoza „verdienten“ Offizieren Lizenzen für Autobuslinien parallel zur Eisenbahn schenkte, die dann bei ihm, dem Generalvertreter von Mercedes-Benz, Busse kaufen konnten. Die heute noch vorhandenen geringen Reste dieses Netzes in schlechtem Zustand werden kaum noch genutzt.
1961 wurde in Puerto Cabezas an der Atlantikküste ein Invasionsheer aus Exilkubanern und lateinamerikanischen Söldnern unter der Leitung der CIA aufgestellt, das in der Schweinebucht in Kuba landete und von den kubanischen Truppen geschlagen wurde (siehe Invasion in der Schweinebucht).
1967 kam Anastasio Somoza Debayle, bis dahin Chef der Nationalgarde, als Kandidat der Liberalen durch Wahlbetrug an die Präsidentschaft. Seine Regierungsmethoden widersprachen liberalen Grundsätzen, aber er genoss großzügige Wirtschafts-, Finanz- und Militärhilfe der USA. Nach Ausarbeitung einer neuen Verfassung mit Sondervollmachten für den Präsidenten und der Zwischenregierung einer Junta in den Jahren 1972 bis 1974 ließ er sich wieder zum Präsidenten wählen.
Als ein starkes Erdbeben am 24. Dezember 1972 die Hauptstadt Managua zerstörte und etwa 10.000 Menschenleben forderte, nutzte die Familie Somoza die Katastrophe zur eigenen Bereicherung: Große Teile der internationalen Hilfsgelder leitete sie auf ihre Konten um, geschenkte Hilfsgüter wurden von ihren Firmen verkauft und sie rissen das durch die Katastrophe aufblühende Bau- und Bankgewerbe an sich. Noch heute sind große Teile der Innenstadt und die Kathedrale nicht wiederhergestellt.
Trotz Beibehaltung eines formalen Mehrparteiensystems wurde jede echte Opposition durch die Nationalgarde unterdrückt, Gewerkschafter drangsaliert, Kleinbauern durch Gewaltanwendung von ihren Parzellen in die verödeten Gebiete des Nordostens oder die entlegenen, verkehrsmäßig nicht erschlossenen Gebiete des Südwestens vertrieben. Die oppositionellen Konservativen erwiesen sich als inaktiv und machtlos. Ihr Interesse richtete sich ausschließlich auf die Bedürfnisse ihrer Klientel.

## Von der Machtübernahme der Sandinisten bis zur Gegenwart

### Machtübernahme der Sandinisten

#### Bürgerkrieg und Machtübernahme der Sandinisten
Ausgelöst durch Korruption und staatlichen Machtmissbrauch des Diktators Anastasio Somoza Debayle kam es 1977 zu gewaltsamen Auseinandersetzungen, die in einen Bürgerkrieg mündeten und das ganze Land erfassten. Am 17. Juli 1979 floh Somoza nach Florida; am 19. Juli des Jahres zogen die siegreichen Guerilleros in Managua ein, die Nicaraguanische Revolution hatte gesiegt.

Die Fahne des FSLN

Sein Nachfolger im Präsidentenamt wurde von 1985 bis 1990 Daniel Ortega.

#### Erfolgreiche Innenpolitik der ersten Jahre
Zunächst verfolgten die Sandinisten, wie die Anhänger der Frente Sandinista de Liberación Nacional, abgekürzt FSLN (deutsch: Sandinistische Nationale Befreiungsfront) genannt wurden, ein friedliches und demokratisches Programm; eine breit angelegte Bildungskampagne auch bei Erwachsenen führte zu einer deutlichen Senkung der Analphabetenrate, indigene und bäuerliche Kunst und Kultur wurden gepflegt. Ausdruck hierfür war die Ernennung des weltbekannten Dichters und Priesters Ernesto Cardenal zum Kulturminister. Schulen wurden im ganzen Land gegründet, wobei diese oft in einfachen Hütten untergebracht waren; Lehrer wurden in Schnellkursen geschult, weil unter Somoza für die Lehrerbildung nicht genügend Mittel zur Verfügung gestellt worden waren. Das Gesundheitswesen wurde entwickelt, auch hier gelang es, auf dem Lande Krankenstationen zu etablieren, die erstmals ein wenigstens notdürftiges Hygieneprogramm verbreiteten.
Ein weiteres innenpolitisches Vorhaben war die Entwicklung der Frauenrechte. Dieses Programm knüpfte an die Bekanntheit von sandinistischen Heldinnen an – im machistischen Nicaragua ein bemerkenswerter Vorgang, der möglicherweise auch zum späteren Wahlerfolg von Violeta Chamorro beigetragen hat. Aber auch der Welterfolg der Bücher von Gioconda Belli (Bewohnte Frau) ist in diesem Zusammenhang zu nennen.

#### Konflikt mit den Miskitos
Unter der Sandinistenherrschaft kam es 1982 zu Zwangsumsiedlungen von 8.500 Miskito-Indianern. Sie mussten die Küstenregion verlassen und wurden ins Landesinnere deportiert. Ungefähr 10.000 Miskito flohen in das benachbarte Honduras.

### Der Contra-Krieg
US-Präsident Ronald Reagan unternahm in den 1980er Jahren den Versuch, die sandinistische Regierung zu stürzen, die in vielen westlichen Medien als kommunistisch bezeichnet wurde. Er veranlasste die Verminung des einzigen nicaraguanischen Pazifikhafens Corinto und die finanzielle und militärische Unterstützung der Contras, paramilitärischer Gruppen, die vorwiegend von Honduras aus operierten und unter denen sich auch Soldaten der früheren somozistischen Nationalgarde befanden. Das Geld zur Unterstützung stammte aus geheimen Waffenverkäufen der USA an den Iran (siehe auch Iran-Contra-Affäre). Die Contras versuchten, die Infrastruktur zu zerstören, unternahmen terroristische Überfälle auf die Landbevölkerung, legten Minen, verbrannten die Ernte und stahlen Vieh, um die Situation im Lande zu destabilisieren und die Bevölkerung zu verunsichern. Reagan nannte diese Gruppen „Freiheitskämpfer“. Gleichzeitig schürten die USA Auseinandersetzungen zwischen der sandinistischen Regierung und den Miskito-Indígenas an der Karibikküste. Dennoch brachten die ersten freien Wahlen in Nicaragua im Jahr 1984 eine Bestätigung der sandinistischen Regierung. Internationale Wahlbeobachter, darunter der frühere amerikanische Präsident Jimmy Carter, attestierten damals einen fairen Verlauf.
Die Unterstützung der sandinistischen Revolution durch linke Bewegungen der westlichen Welt erreichte in diesen Jahren ihren Höhepunkt, so dass zeitweise mehrere hundert vorwiegend junge Erwachsene freiwillig bei Aufbau und Ernte halfen.
Der Internationale Gerichtshof in Den Haag, den Nicaragua 1984 angerufen hatte, verurteilte die USA am 27. Juni 1986 zu einer Zahlung von 2,4 Milliarden US-Dollar als Entschädigung für die Folgen ihrer militärischen und paramilitärischen Aktionen in und gegen Nicaragua (Nicaragua v. United States of America). Die USA erklärten den Gerichtshof für unbefugt, über die USA zu urteilen. In einer Resolution forderte die UN-Generalversammlung die USA auf, dem Urteil nachzukommen. Nur die USA, Israel und El Salvador stimmten gegen die Resolution; die USA weigerten sich, die Zahlung an Nicaragua zu leisten. Stattdessen stockten sie die Hilfe für die von den USA geführte Söldnerarmee, die Nicaragua angriff, auf.
Im Jahre 1988 wurde als Ergebnis der Friedensverhandlungen der mittelamerikanischen Staaten untereinander das Abkommen Esquipulas II von den zentralamerikanischen Staatspräsidenten unterzeichnet. In diesem Abkommen hatten sich die Staatspräsidenten auf die Demobilisierung aller irregulären Truppen, die Verkleinerung der regulären Armee sowie freie und geheime Wahlen geeinigt. Diese politische Öffnung führte schließlich zu den demokratischen Wahlen von 1990, die mit Einverständnis der sandinistischen Regierung von den Vereinten Nationen überwacht wurden. Allerdings war das noch sandinistisch beherrschte Nicaragua der einzige beteiligte Staat, der die Übereinkünfte erfüllt hat.

### Sieg der Anti-Sandinisten und seine Ursachen

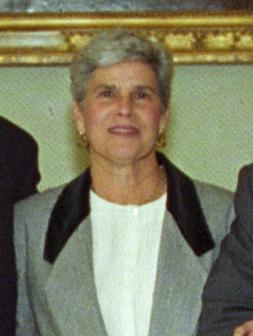
Violetta Barrios de Chamorro

Bei den Wahlen am 25. Februar 1990 siegte überraschend das antisandinistische Wahlbündnis UNO (Unión Nacional Opositora) mit 55,2 % der Stimmen; die Partei der Sandinisten, die FSLN (Frente Sandinista de Liberación Nacional), erhielt 40,8 %. Die UNO bestand aus 14 konservativen und antisandinistischen Parteien; sie versprach mit Unterstützung der USA Frieden, Wohlstand und das Ende des US-Embargos. Kandidatin der UNO war die Zeitungsverlegerin Violeta Chamorro, Witwe des unter Somoza ermordeten Zeitungsverlegers Pedro Chamorro und Mitglied der politisch einflussreichen Chamorro-Familie.
Zum Zeitpunkt der Wahlen hatte der Krieg gegen die US-finanzierte Contra mehr als 29.000 Tote gefordert; seit 1980 hatte die von den USA verhängte Wirtschaftsblockade die Entwicklung Nicaraguas gelähmt. Die Regierung hatte durch eine strikte Sparpolitik versucht, die Wirtschaft vor dem Zusammenbruch zu retten, der sich durch die kriegsbedingten Aufrüstungen und die Wirtschaftssanktionen westlicher Länder, insbesondere der USA, abzeichnete. Zwischenzeitlich hatte die Inflation einen Höhepunkt von 3.000 Prozent pro Jahr erreicht. Die Arbeitslosigkeit war hoch und der Lebensstandard niedrig. Im Bildungs- und Gesundheitswesen sowie in der Landreform wurden jedoch große Fortschritte erzielt.
Der wirtschaftliche Zustand, die offene Drohung der USA, den Boykott und den Krieg fortzuführen, sowie die Verluste in der Bevölkerung werden gemeinhin als Begründung des Wahlsiegs der UNO angesehen. Dieser beendete zwar den Krieg und die Blockade, westliche Industrieländer traten auch als Kreditgeber auf, allerdings in weit geringerem Maße, als die Nicaraguaner es wünschten.

### Sandinistische Korruption der Übergangsphase
Einige sandinistische Führungskader bereicherten sich in der Übergangsphase zwischen dem 25. Februar 1990 (Wahltag) und dem 25. April 1990 (Amtsübergabe), indem sie sich Eigentumstitel ausstellten, Dienstwagen privatisierten und Staatsgüter auf Privatpersonen übertrugen. Diese Bereicherung wird mit der politischen Vokabel Piñata bezeichnet. In mindestens 200 Fällen wurden staatliche Vermögenswerte und einzelne Betriebe auf die Partei übertragen. Die FSLN hat diese Fälle nie geklärt, was zu einer tiefen Vertrauenskrise und zum Verlust der Glaubwürdigkeit führte. In der neuen Regierung kooperierten die moderaten Kräfte beider Seiten miteinander. Die Contra wurde im selben Jahr ins politisch-konstitutionelle Leben eingegliedert. Die Situation nach dem Ende der Revolution war jedoch äußerst angespannt. Die radikalen Kräfte formierten sich, es kam zu Wiederbewaffnungen; die enttäuschten Contras nannten sich Recontras, die enttäuschten Sandinisten Recompas.

### Regierungen Chamorro und Alemán
Zwei Faktoren trugen wesentlich dazu bei, dass die Situation in Nicaragua nicht explodierte. Zum einen benannte Violetta Chamorro Humberto Ortega (den Bruder von Daniel Ortega) zum obersten Befehlshaber. So gelang es ihr, das riesige sandinistische Heer unter eine, wenn auch sandinistische, Kontrolle zu bringen. Zum anderen stand sie über Monate hinweg in einem wöchentlichen kontinuierlichen Dialog mit den Sandinisten und vermied so, dass es zu einem bewaffneten Aufstand kam. Dabei kam ihr gewiss zustatten, dass sie Vertreterin einer einflussreichen Familie war, der nahezu die gesamte Presse (besonders La Prensa) gehörte.
Unter den Mitgliedern der Familie Chamorro waren sowohl Sympathisanten der Sandinista als auch entschiedene Anhänger der Contra – typisch für die nicaraguanische Gesellschaft, die sich trotz erbitterter bewaffneter Auseinandersetzungen vor allem während der Revolution nicht in scharf voneinander unterschiedene Gruppen (oder Parteien) trennen lässt.
Die neue Regierung, in der die FSLN viele wichtige Posten innehatte, beschloss ein umfassendes Stabilisierungs- und Sparprogramm: Eine kapitalistische Privatwirtschaft wurde eingeführt, die Währung wurde abgewertet, die Preise für Grundnahrungsmittel stiegen, die Armee wurde drastisch reduziert, der Staatsapparat verkleinert, soziale Einrichtungen wie Kindergärten wurden geschlossen, das Gesundheitssystem wurde privatisiert, Schulgeld erhoben, Agrarreform und Verstaatlichung im Wirtschaftssektor rückgängig gemacht. Insgesamt wird in Nicaragua seitdem eine neoliberale Politik betrieben. So wurde zwar die Inflation unter Kontrolle gebracht und die USA lobten Nicaragua für ihre Entwicklung, doch Auslandsschulden, Arbeitslosigkeit, Analphabetenrate sowie die Kindersterblichkeit stiegen und die Lebenserwartung sank.
Viele der Privatisierungen wurden in den Jahren der Regierung unter Arnoldo Alemán ab 1996 vorgenommen, der dabei die Gelegenheit ergriff, seine Reichtümer zu vermehren. Der versprochene Wohlstand trat nicht nur für die zurückgekehrten Anhänger Somozas, die sich nach dem Sieg 1979 in die USA abgesetzt hatten, sondern auch für einige ehemalige Sandinisten ein.
Im Jahre 1994 verließen vier Parteien die UNO, die sich fortan APO nannte (Alianza Política Opositora). 1996 schlossen sich die gleichen Gruppierungen jedoch wieder zur Alianza Liberal zusammen, die mit Arnoldo Alemán als Präsidentschaftskandidaten die Wahlen 1996 gewann. Insgesamt ist das Parteienwesen in Nicaragua durch viele Spaltungen und Neugründungen gekennzeichnet.

#### Regierung Alemán und die Korruption
Bei der Präsidentschaftswahl 1996 setzte sich Arnoldo Alemán von der Alianza Liberal (AL) durch. Der Regierung unter Alemán wurde massive Korruption und Vetternwirtschaft vorgeworfen. So wurde Alemán nach dem Ende seiner Amtszeit im Dezember 2003 zu einer 20-jährigen Haftstrafe verurteilt, die er aber bisher nicht antreten musste. Er steht allerdings unter Hausarrest und darf das Departamento Managua nicht verlassen.
Zusammen mit Daniel Ortega von der FSLN trieb Alemán die Zusammenarbeit ihrer beiden Parteien voran („el pacto“). Dies führte so weit, dass sie durch Gesetzes- und Verfassungsänderungen versuchten, einen Zweiparteienstaat zu errichten, indem der Zugang neuer Parteien erschwert und freie Bürgerlisten verboten wurden. Auch hatten und haben sie einen großen Einfluss auf die Besetzung der wichtigsten Gremien (Oberster Wahlrat, staatlicher Rechnungshof, Oberster Gerichtshof) des Landes. Des Weiteren erhalten der Präsident und der Vizepräsident nach ihrem Ausscheiden Abgeordnetenstatus auf Lebenszeit. Die damit verbundene Immunität kam Alemán in seinem Korruptionsverfahren zugute.

#### Präsidentschaft Bolaños
Trotz der Erfolge der sandinistischen Partei bei den Kommunalwahlen 2000 verlor die FSLN 2001 erneut die Wahlen. Wieder war Daniel Ortega als Präsidentschaftskandidat angetreten, obwohl sich viele in der Partei gegen seine Kandidatur gewehrt hatten. Am Ende setzte sich die Liberal–Konservative Partei (PLC) mit Enrique Bolaños und 53 % der Stimmen gegenüber 45 % der FSLN durch. Die Sandinisten begründeten ihre erneute Niederlage mit einer Kampagne der Angst, die Bolaños gegen Daniel Ortega geführt habe. Bolaños habe, unterstützt durch die USA, Ortega als Terroristenfreund dargestellt und die Befürchtung gesät, dass im Falle eines Sieges der FSLN Nicaragua isoliert werde und keine Hilfsgelder mehr empfangen werde.
Der neue Präsident hatte sich den Kampf gegen die Korruption auf die Fahnen geschrieben. Er forderte die Aufhebung der Immunität des ehemaligen Präsidenten Alemán sowie ein Ende der Korruption, die er als Vizepräsident unter Alemán selbst miterlebt hatte. International machten die USA und der IWF Druck und forderten Transparenz der öffentlichen Gelder sowie die Bestrafung von Korruption als Voraussetzung für weitere Gelder. Bolaños’ mediale Antikorruptionskampagne wurde allerdings auch misstrauisch beobachtet. Die neuen Privatisierungsvorhaben der Regierung, in denen wieder staatliche Güter zu einem Bruchteil ihres Wertes verkauft werden sollten, ließen auf neue Korruption schließen.
Im Juli 2005 verurteilten die Präsidenten der Staaten Mittelamerikas und Mexikos Aktionen der linken Sandinisten zur Schwächung des Präsidenten. Die Opposition, die die Mehrheit im Parlament hat, hatte eine Reihe von Gesetzen beschlossen, die zur Entmachtung des Präsidenten Enrique Bolaños führen sollten.

#### Erneute Präsidentschaft Ortegas

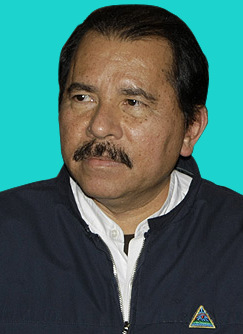
Ortega 2008

Der Kandidat der Linken, früherer Guerilla-Führer und ehemaliger erster Staatschef nach der sandinistischen Revolution, Daniel Ortega, konnte sich bei der Präsidentschaftswahl 2006 mit 38,1 % gegen 30 % der Stimmen gegenüber dem konservativen Kandidaten (Eduardo Montealegre) durchsetzen und kehrte nach 16 Jahren wieder an die Macht zurück. Die Wahl war von der EU, der OAS und Delegationen weiterer Staaten beobachtet worden (mit insgesamt 11.000 Wahlbeobachtern). Mit einer einzigen Ausnahme (US-Delegation) wurde die Wahl von den Wahlbeobachtern übereinstimmend als fair und transparent anerkannt. Die US-Wahlbeobachter sprachen von „Anomalien“, die sie nicht näher bezeichneten. Der Chef der EU-Mission, Claudio Fava, sagte, seine Organisation habe weder Wahlbetrug noch Versuche dazu feststellen können. Insgesamt verlief die Wahl ruhig und ohne Zwischenfälle. Die Sandinisten wurden wieder stärkste Partei Nicaraguas, Daniel Ortega ist seit dem 10. Januar 2007 Präsident von Nicaragua.

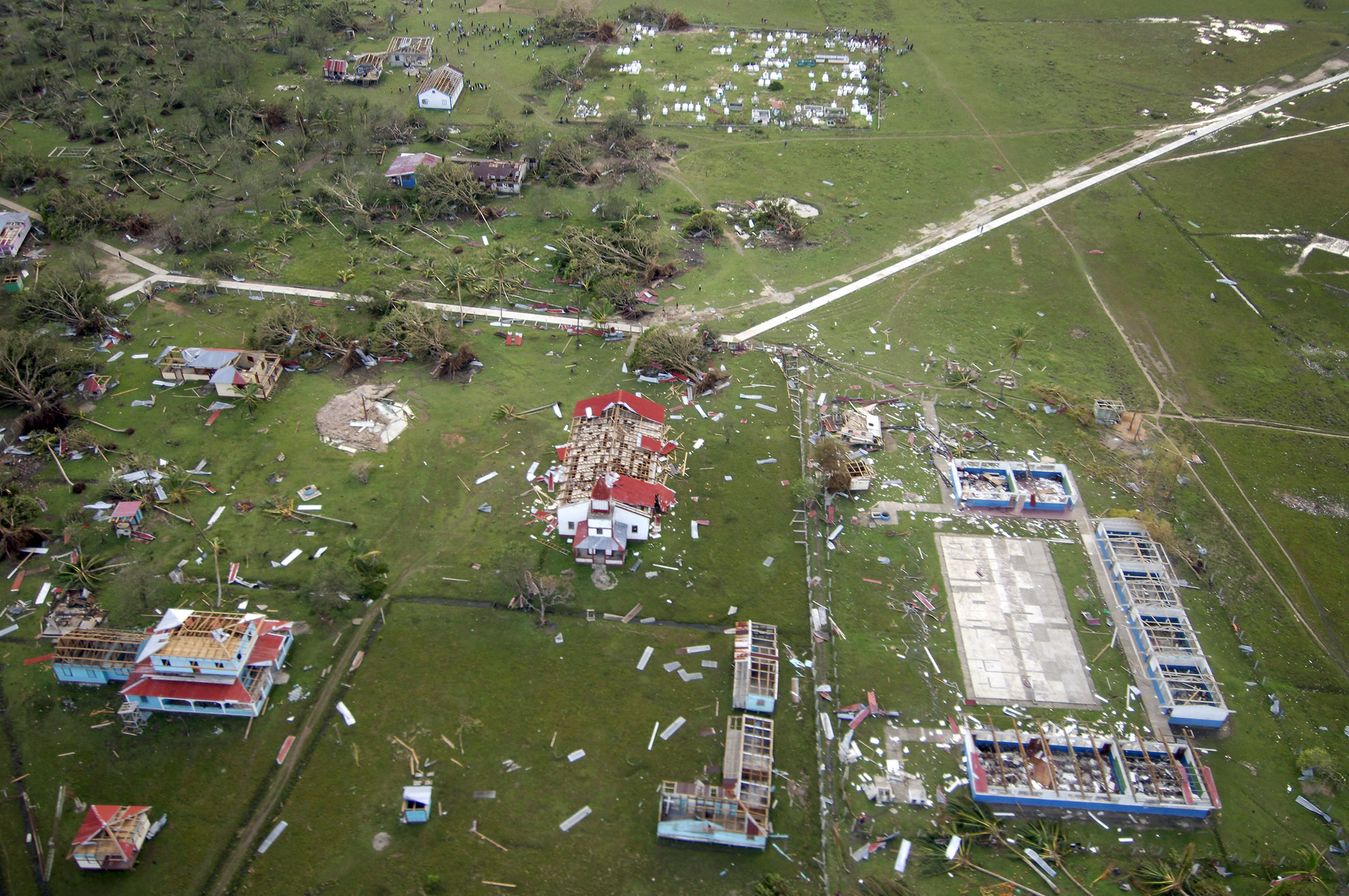
Hurricane Felix 2007

In einem Null Hunger-Programm erhalten Schulkinder täglich eine unentgeltliche Mahlzeit. Gesundheitsvorsorge und Bildung sind wieder kostenlos, und um weniger abhängig von Nahrungsmittelimporten zu sein, werden kleinen und mittleren Bauern und Unternehmern Land und Kredite zu sehr niedrigen Zinsen angeboten, sie dabei aber genötigt, in Ortegas Partei FSLN einzutreten.
Ortega wurde bei den Präsidentschaftswahlen 2011 und 2016 wiedergewählt (siehe auch Liste der Präsidenten Nicaraguas). Das Land bleibt vor Haiti das zweitärmste Lateinamerikas, und unter Ortegas Herrschaft haben die personalisierten und autoritären Züge der Politik wieder zugenommen. Familienmitglieder Ortegas übernahmen wichtige Posten, im Volksmund übernahm sogar eher seine Frau Rosario Murillo, welche seit 2017 Vizepräsidentin ist, das Kommando. Der Ende 2014 beschlossene Bau des Nicaragua-Kanals als Schifffahrtsroute zwischen Atlantik und Pazifik durch einen chinesischen Investor soll dem Land einen Wirtschaftsaufschwung bringen, sorgte aber wegen der intransparenten Vergabe, Rentabilitätsbedenken und ökologisch-sozialer Auswirkungen für Kritik; ob das größte Infrastrukturprojekt der Welt mit geschätzten Kosten von 50 Milliarden US-Dollar – einem Vielfachen des nicaraguanischen BIP – mittelfristig umgesetzt wird, ist ungewiss. Ortega unterhält gute Beziehungen zu den sozialistisch regierten Ländern Kuba und Venezuela, arbeitet aber zugleich eng mit Unternehmern zusammen und erfüllt alle internationalen Verpflichtungen – etwa des IWF –, sodass seine schrittweise Ausschaltung der Opposition keine internationalen Proteste hervorgerufen hat. Im Jahr 2016 hatte das Land im Korruptionswahrnehmungsindex Rang 145 von 176.

#### Proteste gegen die Regierung Ortega 2018
Im April 2018 beschloss Präsident Ortega, die Rechnung der Sozialversicherung zu entlasten mit einer fünfprozentigen Kürzung der Renten, was umgehend, ab dem 19. April, Demonstrationen in praktisch allen Städten des Landes auslöste. Zu deren Niederhaltung verwendete die Polizei scharfe Munition, auch traten nächtliche Unruhestifter und Freischützen in Aktion. Schon im April wurden mindestens 26 Menschen getötet. Auch die Studenten der für eine Domäne der FSLN gehaltenen staatlichen Hochschulen wandten sich gegen die Regierung. Der „Volks-Präsident“ wollte daraufhin (ausschließlich) mit den Unternehmern des Landes verhandeln, was diese aufgrund der Repression ablehnten. Zunehmend kam es auch zu Demonstrationen gegen den korrupten Clan um den Präsidenten. Proteste gegen willkürliche Enteignungen bei der Vorbereitung des Nicaragua-Kanals kamen dazu. Die angekündigte Sozialversicherungsreform wurde zurückgenommen. Unabhängigen Fernsehsendern erteilte das Regime während der Unruhen ein Sendeverbot, auch Journalisten gehörten zu den Todesopfern. Die Demonstrationen hielten wochenlang an und forderten beim Angriff durch Regierungsnahe Aktivisten auf die von protestierenden Studenten besetzten Universitäten auch weitere Tote. Nach knapp einem Monat erreichte die Anzahl der Getöteten laut der Inter-American Commission on Human Rights (IACHR) 76 Todesopfer. Hunderttausende gingen am 30. Mai in verschiedenen Städten auf die Straßen und erstmals nahm Ortega deren Anliegen überhaupt in den Mund, als er seinen Rücktritt ausschloss. Wieder kam es zu Toten, dies in den Städten La Trinidad und Masaya. Amnesty International klagte die Regierung an, eine "Shoot to kill"-Strategie anzuwenden, also die Toten bewusst in Kauf zu nehmen.
Bis Mitte Juni war die Anzahl der Toten auf 180 gestiegen. Die Bischofskonferenz hatte vorgezogene Neuwahlen als Lösung für die Krise vorgeschlagen und teilte mit, die Regierung sei „überraschend“ auf ihren Vorschlag einer unabhängigen Untersuchung zur Ermittlung der Verantwortlichen der Gewaltakte eingestiegen. Die Bischöfe brachen die Gespräche jedoch ab, weil Ortega die wichtige Zusage der Einladung internationaler Organisationen nicht eingehalten hatte, wofür Außenminister Denis Moncada „bürokratische“ Gründe anführte. Bis zum 22. Juni gab die Interamerikanische Kommission für Menschenrechte der OAS die Anzahl der Getöteten mit über 200 an. Alleine am 8. Juli starben in Carazo 38 Menschen in dieser einen Stadt.
Als nach Angaben der OAS bereits 250 Menschen getötet worden waren, rief UNO-Generalsekretär Guterres am 11. Juli das erste Mal und eine Woche danach erneut zum Ende der Gewalt auf. Die "Verschwundenen" waren in diesen Opferzahlen nicht eingerechnet, womit die Zahl der Getöteten plausibel auch mit gegen 400 geschätzt wurde. Das Regime peitschte im Eilverfahren ein neues Gesetz durch, mit welchem gemäß der Protestnote des UNO Hochkommissariat für Menschenrechte (UNHCHR) auch "friedlicher Protest als Terrorismus bestraft" werden kann.
Während der gesamten Zeit des Volksaufstandes vom April bis Juli war der indigene Stadtteil Monimbó in Masaya verbarrikadiert gewesen. Gemäß der Schriftstellerin und ehemaligen Sandinistin Gioconda Belli war die Propaganda von Ortegas Frau Rosario Murillo „eher Goebbels als Orwell“ (“This is more Goebbels than Orwell”), als sie am 17. Juli 2018 von Frieden und Aussöhnung redete, während gleichzeitig die Polizei und Paramilitärs Monimbó mit Kalaschnikows, Scharfschützengewehren und Artillerie angriff.